# Dario Pieri
Pour les articles homonymes, voir Pieri.
Dario Pieri, né le 1er septembre 1975 à Florence, est un ancien coureur cycliste italien.

## Biographie
Passé professionnel en 1997, Dario Pieri a remporté trois victoires au cours de sa carrière, mais est réputé pour ses aptitudes sur les courses comprenant des pavés : il arrive deuxième du Tour des Flandres en 2000 puis il récidive en 2003 sur Paris-Roubaix où il est battu au sprint par Peter Van Petegem. Il arrête sa carrière en avril 2006 lors des Trois Jours de La Panne, sur un coup de tête, ne parvenant pas depuis des années à retrouver son niveau de 2003 en raison de problèmes de surpoids.

## Palmarès

### Palmarès amateur
- 1995
  - Grand Prix de la ville de Pistoia
- 1996
  - Triptyque ardennais :
    - Classement général
    - 2e étape

  - 3ea étape du Baby Giro
  - Trophée Nicola Pistelli
  - 2e de La Popolarissima
  - 2e du Grand Prix Industrie del Marmo

### Palmarès professionnel
- 1998
  - 1re étape des Trois Jours de La Panne
  - 8e étape du Tour de Langkawi
- 1999
  - 4e étape du Tour de Slovénie
- 2000
  - 2e du Tour des Flandres
- 2002
  - Grand Prix E3
- 2003
  - 2e de Paris-Roubaix
  - 5e de Milan-San Remo

### Classements mondiaux
| Année                  | 1996   | 1997 | 1998 | 1999 | 2000 | 2001 | 2002 | 2003 | 2004   | 2005   | 2006 |
| Classement UCI         | 1 075e | 857e | 234e | 274e | 255e | 556e | 337e | 144e | 1 395e |        |      |
| Classement ProTour     |        |      |      |      |      |      |      |      |        | NC     | NC   |
| Classement Europe Tour |        |      |      |      |      |      |      |      |        | NC     | NC   |
| Coupe du monde         | NC     | NC   | NC   | NC   | 23e  | 17e  | NC   | NC   | 25e    |        |      |
| Classement CQ-Ranking  |        |      | NC   | NC   | 259e | 491e | 331e | 145e | 1 435e | 2 380e |      |